# Символ аустраля
Символ или знак аустраля (₳) — типографский символ, который входит в группу «Символы валют» (англ. Currency Symbols) стандарта Юникод: оригинальное название — Austral sign (англ.); код — U+20B3. Используется, главным образом, для представления исторической валюты Аргентины — аустраля.
Характерные символы, выполняющие эти функции: ₳. Кроме того, для краткого представления аустраля используются коды стандарта ISO 4217: ARA и 032.

## Начертание
Символ «₳» представляет собой заглавную латинскую букву «A», перечёркнутую одной дополнительной горизонтальной линией.

## Использование
Символ «₳» используется для представления исторической валюты Аргентины — аустраля (исп. Austral), а также криптовалюты ada.